# نخود درختی (سرده)
نخود درختی (سرده) (نام علمی: Caragana) نام یک سرده از زیرخانواده باقالی‌ها است.